# Ditiani
I ditiani sono composti eterociclici basati sulla struttura del cicloesene dove due ponti metilenici (gruppi -CH2-) sono sostituiti da atomi di zolfo. In base alla posizione degli atomi di zolfo all'interno dell'anello, si possono avere tre isomeri: il 1,2-ditiano, il 1,3-ditiano e il 1,4-ditiano.

## 1,3-ditiani
Gli 1,3-ditiani vengono utilizzati come gruppi protettivi in alcuni composti contenenti il gruppo carbonilico in quanto inerti in diverse condizioni. Questi composti vengono preparati trattando il composto carbonilico con il 1,3-propanditiolo in ambiente anidro. Il gruppo protettivo può essere rimosso con reagenti a base di mercurio, sfruttando l'elevata affinità del mercurio(II) con i tiolati. In genere, nella sintesi organica, le aldeidi e i chetoni sono protetti tramite la formazione di diossolani piuttosto che di ditiani.
Gli 1,3-ditiani possono essere utilizzati anche nella reazione di Corey-Seebach, nota anche come reazione di umpolung (inversione di polarità elettrica).